# Заленский, Владимир Владимирович
Владимир Владимирович Заленский (26 января [7 февраля] 1847, Шахворостовка, Миргородский уезд, Полтавская губерния, Российская империя — 26 октября 1918, Севастополь) — один из известнейших русских зоологов-эмбриологов, профессор зоологии.

## Биография
Обучался в харьковской гимназии, затем поступил на отделение естественных наук физико-математического факультета Харьковского университета, который окончил в 1867 году, выдержав экзамен на кандидата, и отправился за границу, где работал в лаборатории Лейкарта. Защитил магистерскую диссертацию («Об истории развития клещей», Харьков, 1869) и в 1870 году стал приват-доцентом Новороссийского университета. В 1871 году защитил диссертацию на степень доктора зоологии («История развития аранеин» — «Труды Киев. общ. естеств.», 1870). В том же году избран экстраординарным профессором Казанского университета, с 1882 года — ординарный профессор Новороссийского университета.
С 1897 года — директор Зоологического музея Петербургской Академии наук и одновременно (с 1901) директор Севастопольской биологической станции. Академик Петербургской Академии наук (с 1897, член-корреспондент с 1893).
В своих трудах развивал сравнительно-эмбриологическое направление, созданное работами И. И. Мечникова и А. О. Ковалевского. Его основные исследования посвящены эмбриологии некоторых групп позвоночных (волжская стерлядь и др.) и многих представителей беспозвоночных. Показал, что развитие головного нервного ганглия у кольчатых червей и головного мозга у позвоночных происходит неодинаково, показав тем самым несостоятельность распространенных в то время представлении о гомологичности этих образований. Описал у сальп явление фолликулярного почкования, при котором зародышевые листки и органы на первых стадиях образуются якобы не из бластомеров оплодотворенной яйцеклетки, а из дериватов фолликулярных клеток, окружающих яйцо; на более поздних стадиях клетки, образующиеся в результате дробления бластомеров, полностью заменяют образования, возникшие из фолликулярных клеток.
В 1902 году впервые предположил, что лошадь Пржевальского — отдельный биологический вид, причём наиболее близкий к общему предку всех ныне живущих представителей рода лошадь.

## Общественная позиция
- Отвечая на обвинение в получении казенного содержания «от порицаемого правительства», академик В. В. Заленский в своём письме от 23 февраля 1905 года подчёркивал, что деньги даёт народ, а правительство лишь распределяет их, и за особые услуги правительству он денег никогда не получал[3].

## Память
В 1907 году по сборам М. М. Березовского 1893 года из провинции Сычуань Н. Ф. Кащенко описал в честь Владимира Владимировича Заленского новый вид землеройки Chodsigoa salenskii (Kastschenko, 1907).

## Научные труды
- Salensky W. 1868. Sphaeronella leuckarti, ein neuer Schmarotzerkrebs. [Sphaeronella leuckarti, a new parasitic crustacean.]. Archiv für Naturgeschichte. 34(1):301-322, pl. 10.
- «История развития тромбидид» // Труды Моск. съезда естеств., 1869;
- «О строении Echinorhynchus» // Труды Киевск. общ. естеств., 1869;
- «Beiträge z. Entwicklungsgeschichte d. Prosobranchien» // Zeitschrift f. wiss. Zoologie, Bd. 21;
- Beiträge z. Entw. des Brachionus urceolaris // Zeitschrift f. wiss. Zoologie, Bd. 21;
- «Ueber den Bau und Entwicklung d. Amphilina foliacea» // Zeitschrift f. wiss. Zoologie, Bd. 24;
- «Etudes sur les Bryozoaires entoproctes» // Annales d. Sciences Naturelles, Ser. VI, t. V, 1877;
- «Bemerkungen z. Haeckel’s Gastraea-Theorie» // Arch. f. Naturgeschichte, 1874;
- «Ueber d. Metamorphose d. Echiurus» // Morph. Jahrbuch; Bd. 2, 1876;
- «Uber d. embryonale Entwicklungsgeschichte der Salpen» // Zeitschr. f. wiss. Zool., Bd. 27, 1877;
- «Ueber die Knospung d. Salpen» // Morphol. Jahrbuch, Bd. III, 1877;
- Заленский В. В. История развития стерляди. (Предварительное сообщение). (Продолжение). - Казань : тип. Имп. ун-та, 1878. - 21 с. - (Протокол 97 заседания О-ва естествоисп. при Имп. казанском ун-те. Прил.). или Труды Казанск. общ. естеств., 1878 и 1880;
- «Zur Embryologie d. Ganoiden» // Zool. Anzeiger, № 11—13;
- «Neue Untersuchungen über die embryonale Entwicklung d. Salpen» // Zool. Anz., 1880,
- «Mittheilungen a. d. Zoolog., Station in Neapel», Bd. IV;
- «Recherches sur le développement du Sterlet» // Arch. de Biologie, Vol. II;
- «Etudes sur le dev. des Annelides» // Arch. de Biologie, vol. III, IV и VI;
- «Recherches sur le developpement du Monopora vivipara» // Arch. de Biologie, vol. V;
- «Bau u. Metamorphose des Pilidium» // Zeitschr. f. wiss. Zool., Bd. 43;
- Salensky W. Die Urform der Heteroplastiden. // Biologisches Zentralblatt. – Leipzig, 1886. – Vol. 6, N 17. – S. 514–525.
- «Zur Homologie d. Seitenorgane der Nemertinen» // Biologisches Centralblatt, Bd. VIII, 1888;
- «Beiträge z. Embryonalentwicklung der Pyrosomen» // Zool. Jahrbücher», 1891 и 1892
- Заленский В. 1. Микроскопические исследования некоторых органов мамонта, найденного на р. Берёзовке. 2. Видовые зоологические признаки мамонта. - СПб. : тип. Имп. АН, 1909. - [2], 22 с.
- Salensky W.  Über den Bau und die Entwicklung der Schlundtaschen der Spioniden // Известия Императорской академии наук. – Сер. 6. – СПб., 1908. – Т. 2, N 8. – С. 687-708.
- Salensky W.  Über die Metamorphose des Echiurus. 1–4 = [О метаморфозе Эхиуруса. 1-4] // Известия Императорской академии наук. – Сер. 6. – СПб., 1908. – Т. 2, N 3. – C. 307-328.
- Salensky W. Über die Metamorphose des Echiurus. 5–6 = [О метаморфозе Эхиуруса. 5-6] // Известия Императорской академии наук. – Сер. 6. – СПб., 1908. – Т. 2, N 4. – C. 363-380.
- Заленский В. В., Фаминцын А. С., Насонов Н. В., Бородин И. П.  Записка об ученых заслугах Ивана Петровича Павлова : 2-е приложение к протоколу заседания Общего собрания Академии 3 ноября 1907 года. // Известия Императорской академии наук. – Сер. 6. – СПб., 1908. – Т. 2, N 1. – С. 6-8.
- Шмидт Ф. Б., Карпинский А.П., Чернышев Ф., Заленский В. В., Насонов Н. В. Инструкция для экспедиции, снаряжаемой Императорской академией наук на местонахождение вновь найденного трупа мамонта : 3-е приложение к протоколу заседания Физико-математического отделения 20 февраля 1908 года. // Известия Императорской академии наук. – Сер. 6. – СПб., 1908. – Т. 2, N 5. – С. 413-414.
- Заленский В. В. История развития аранеин. - [Б. м.], 1872. - 72 с.
- Заленский В. В. История развития ихтиоптеригия ганоид и дипной. - СПб. : тип. Имп. АН, 1899. - 61 с. : 4 табл. - Отд. отт. из "Ежегодника Зоол. музея Имп. акад. наук", 1898, с. 215-275.
- Заленский В. В. Лекции по зоологии, читанные в 1884-5 г. в Императорском новороссийском университете профессором Заленским. - Одесса : литогр. В. Кирхнера, 1884/5. - 440 с.
- Заленский В. В. Наблюдения над строением аппендикулярий // Дневник XI-го Съезда русских естествоиспытателей и врачей. Секция ботаники. – СПб. : тип. М. Меркушева, 1902. – N 7. – С. 301.
- Заленский В. В. О биогенетическом законе : Речь, произнес. в торжеств. акте Имп. новорос. ун-та 30 авг. 1884 г. - Одесса: тип. П. А. Зеленого, 1884. 26 с.
- Заленский В. В. О лошади Пржевальского // Дневник XI-го Съезда русских естествоиспытателей и врачей. Секция зоологии и сравнительной анатомии. – СПб. : тип. М. Меркушева, 1902. – N 5. – С. 194-195.
- Заленский В. В. О научной деятельности А. О. Ковалевского : Речь, произнесенная 21 декабря на соединенном заседании членов XI съезда в память А.О. Ковалевского // Дневник XI-го Съезда русских естествоиспытателей и врачей. (Речи, произнесенные на общих и соединенных собраниях XI съезда). – СПб. : тип. М. Меркушева, 1902. – Речи. – С. 646–654.
- Заленский В. В. Основные начала общей зоологии : Публичные лекции, читанные в 1895 г. в Имп. новорос. ун-те : Принципы строения и развития животных. Теория эволюции. - Одесса : Г. Шлейхер, 1896. - [3], II, 203 с.
- Заленский В. В. Франц Лейдиг. 1821–1908. Некролог // Известия Императорской академии наук. – Сер. 6. – СПб., 1908. – Т. 2, № 11. – С. 942.